# Mia Dimšić
Mia Dimšić (Osijek, 7 de novembre del 1992) és una cantautora croata.

## Biografia
Dimšić va néixer a Osijek. Té un màster de Traducció de la Universitat d'Osijek.
Va començar la seva carrera musical el 2014, quan el grup de música Džentlmeni la va invitar a acompanyar-los en la seva gira pels Estats Units d'Amèrica i pel Canadà. El 12 d'octubre del 2015, «Budi mi blizu» va ser llançat com el seu primer senzill, seguit per «Život nije siv» el 7 de juliol del 2016. El seu primer àlbum amb el mateix títol va sortir el 20 de març del 2017. El segon àlbum de Dimšić i primer àlbum nadalenc, «Božićno jutro», va ser llançat el 29 de novembre del 2017. El 26 de juliol del 2019, Dimšić va sortir «Sva blaga ovog svijeta», un duet amb el cantant croat Marko Tolja
El 17 de desembre del 2021, es va revelar que Dimšić era una de les 14 participants en Dora 2022, la preselecció croata pel Festival de la Cançó d'Eurovisió. El 19 de febrer del 2022 va guanyar Dora 2022 amb la cançó «Guilty Pleasure», i representarà Croàcia en el Festival de la Cançó d'Eurovisió 2022, que se celebrarà a la ciutat italiana de Torí.